# Manfred Paris
Manfred Paris (* 1. Oktober 1941 in Berlin; † 30. März 2013 ebenda) war ein deutscher Politiker (CDU).
Manfred Paris besuchte ein Gymnasium und machte ab 1957 eine Verwaltungslehre beim Berliner Bezirksamt Tempelhof. Er trat 1962 der CDU bei und besuchte nach der Laufbahnprüfung 1963 die Verwaltungsakademie Berlin, die er 1970 als Diplom-Kameralist abschloss. Ein Jahr später wechselte er vom Bezirksamt Tempelhof zur Verwaltung des Klinikums Steglitz. Bei der Berliner Wahl 1975 wurde Paris in die Bezirksverordnetenversammlung im Bezirk Tempelhof gewählt und arbeitete nun im Auguste-Viktoria-Krankenhaus in Berlin-Schöneberg. Bei der folgenden Wahl 1979 wurde er direkt im Wahlkreis Tempelhof 2 in das Abgeordnetenhaus von Berlin gewählt. 1980 wurde Paris Direktor des Bezirksamts Schöneberg. Da er im Oktober 1986 zum Personalvorstand der Berliner Stadtreinigungsbetriebe (BSR) ernannt wurde, musste er das Mandat im Parlament abgeben, sein Nachrücker wurde daraufhin Klaus-Ulrich Reipert.